# Gran Premio de San Marino de Motociclismo de 1984
El Gran Premio de San Marino de Motociclismo de 1984 fue la duodécima y última prueba de la temporada 1984 del Campeonato Mundial de Motociclismo. El Gran Premio se disputó el 2 de septiembre de 1984 en el Circuito de Mugello.

## Resultados 500cc
En 500 c.c., nuevo duelo entre Randy Mamola y Raymond Roche, que cayó del lado del estadounidense y que deja al francés en blanco esta temporada.
| Pos.     | Piloto              | Equipo     | Tiempo     | Pts. |
| -------- | ------------------- | ---------- | ---------- | ---- |
| 1        | Randy Mamola        | Honda      | 49:56.630  | 15   |
| 2        | Raymond Roche       | Honda      | +1.190     | 12   |
| 3        | Ron Haslam          | Honda      | +8.390     | 10   |
| 4        | Eddie Lawson        | Yamaha     | +24.460    | 8    |
| 5        | Didier de Radiguès  | Chevallier | +41.270    | 6    |
| 6        | Robert McElnea      | Suzuki     | +1:00.130  | 5    |
| 7        | Leandro Becheroni   | Suzuki     | +1:00.690  | 4    |
| 8        | Franco Uncini       | Suzuki     | +1:05.750  | 3    |
| 9        | Boet van Dulmen     | Suzuki     | +1:29.510  | 2    |
| 10       | Armando Errico      | Suzuki     | +1:49.420  | 1    |
| 11       | Lorenzo Ghiselli    | Suzuki     | +1:50.620  |      |
| 12       | Fabio Biliotti      | Honda      | +1:50.630  |      |
| 13       | Eero Hyvärinen      | Suzuki     | +1 Vuelta  |      |
| 14       | Massimo Broccoli    | Honda      | +1 Vuelta  |      |
| 15       | Marco Gentile       | Yamaha     | +1 Vuelta  |      |
| 16       | Paolo Ferretti      | Suzuki     | +1 Vuelta  |      |
| 17       | Christoph Bürki     | Suzuki     | +1 Vuelta  |      |
| 18       | Alessandro Valesi   | Suzuki     | +1 Vuelta  |      |
| 19       | Gary Lingham        | Suzuki     | +1 Vuelta  |      |
| 20       | Steve Parrish       | Yamaha     | +1 Vuelta  |      |
| 21       | Keith Huewen        | Honda      | +2 Vueltas |      |
| Ret      | Gustav Reiner       | Honda      | Ret        |      |
| Ret      | Reinhold Roth       | Honda      | Ret        |      |
| Ret      | Christian Le Liard  | Chevallier | Ret        |      |
| Ret      | Marco Papa          | Honda      | Ret        |      |
| Ret      | Karl Truchsess      | Suzuki     | Ret        |      |
| Ret      | Barry Sheene        | Suzuki     | Ret        |      |
| Ret      | Mile Pajic          | Honda      | Ret        |      |
| Ret      | Virginio Ferrari    | Yamaha     | Ret        |      |
| Ret      | Massimo Messere     | Suzuki     | Ret        |      |
| Ret      | Hervé Moineau       | Cagiva     | Ret        |      |
| Ret      | Wolfgang von Muralt | Suzuki     | Ret        |      |
| Ret      | Rob Punt            | Suzuki     | Ret        |      |
| Ret      | Takazumi Katayama   | Honda      | Ret        |      |
| DNS      | Wayne Gardner       | Honda      | DNS        |      |
| DNS      | Pierre Bolle        | Suzuki     | DNS        |      |
| DNS      | Klaus Klein         | Suzuki     | DNS        |      |
| DNS      | Sergio Pellandini   | Suzuki     | DNS        |      |
| DNQ      | Louis-Luc Maisto    | Honda      | DNQ        |      |
| DNQ      | Massimo Brutti      | Suzuki     | DNQ        |      |
| DNQ      | Andreas Leuthe      | Yamaha     | DNQ        |      |
| Sources: |                     |            |            |      |

## Resultados 250cc
Duelo entre el trío Manfred Herweh, Carlos Lavado y Teruo Fukuda, que acabó con la victoria del primero, la segunda posición para el venezolano y al japonés por los suelos. Los abandonos en esta carrera fueron múltiples, entre ellos el del campeón del mundo, el francés Christian Sarron.
| Pos. | Piloto                 | Moto       | Tiempo     | Pts. |
| ---- | ---------------------- | ---------- | ---------- | ---- |
| 1    | Manfred Herweh         | Rotax      | 43:04.710  | 15   |
| 2    | Carlos Lavado          | Yamaha     | +0.180     | 12   |
| 3    | Jacques Cornu          | Yamaha     | +5.810     | 10   |
| 4    | Martin Wimmer          | Yamaha     | +7.390     | 8    |
| 5    | Sito Pons              | Kobas      | +10.770    | 6    |
| 6    | Thierry Espié          | Chevallier | +28.280    | 5    |
| 7    | Maurizio Vitali        | MBA        | +32.320    | 4    |
| 8    | Anton Mang             | Yamaha     | +32.770    | 3    |
| 9    | Donnie McLeod          | Yamaha     | +33.040    | 2    |
| 10   | Loris Reggiani         | Kawasaki   | +45.280    | 1    |
| 11   | Mario Rademeyer        | Yamaha     | +48.280    |      |
| 12   | Ivan Palazzese         | Yamaha     | +53.900    |      |
| 13   | Karl-Thomas Grässel    | Yamaha     | +1:10.380  |      |
| 14   | Richard Hubin          | Yamaha     | +1:14.820  |      |
| 15   | Patrick Fernandez      | Yamaha     | +1:16.640  |      |
| 16   | Edwin Weibel           | Yamaha     | +1:16.750  |      |
| 17   | Thierry Rapicault      | Yamaha     | +1:41.180  |      |
| 18   | René Delaby            | Yamaha     | +1:43.130  |      |
| 19   | Massimo Matteoni       | Yamaha     | +1:53.610  |      |
| 20   | Bruno Lüscher          | Yamaha     | +2 Vueltas |      |
| Ret  | Fausto Ricci           | Yamaha     | Ret        |      |
| Ret  | Wayne Rainey           | Yamaha     | Ret        |      |
| Ret  | Christian Sarron       | Yamaha     | Ret        |      |
| Ret  | Teruo Fukuda           | Yamaha     | Ret        |      |
| Ret  | Alan Carter            | Yamaha     | Ret        |      |
| Ret  | Stéphane Mertens       | Yamaha     | Ret        |      |
| Ret  | Jean-François Baldé    | Pernod     | Ret        |      |
| Ret  | Siegfried Minich       | Yamaha     | Ret        |      |
| Ret  | Jean-Michel Mattioli   | Chevallier | Ret        |      |
| Ret  | Manfred Obinger        | Yamaha     | Ret        |      |
| Ret  | Harald Eckl            | Yamaha     | Ret        |      |
| Ret  | Roland Freymond        | Yamaha     | Ret        |      |
| Ret  | Davide Tardozzi        | Yamaha     | Ret        |      |
| Ret  | Jacques Bolle          | Pernod     | Ret        |      |
| Ret  | Carlos Cardús          | JJ Cobas   | Ret        |      |
| Ret  | Marcellino Lucchi      | Rotax      | Ret        |      |
| Ret  | Eilert Lundstedt       | Yamaha     | Ret        |      |
| Ret  | Jean-Louis Guignabodet | Yamaha     | Ret        |      |
| Ret  | Gabriel Gabria         | Yamaha     | Ret        |      |
| Ret  | Erich Klein            | Rotax      | Ret        |      |
| Ret  | Donnie Robinson        | Yamaha     | Ret        |      |
| Ret  | Jacky Onda             | Yamaha     | Ret        |      |
| Ret  | Bengt Elgh             | MBA        | Ret        |      |
| Ret  | Vincenzo Cascino       | Yamaha     | Ret        |      |
| Ret  | Marino Neri            | Yamaha     | Ret        |      |

## Resultados 125cc
La MBA del italiano Maurizio Vitali se impuso a las Garelli comandadas por Ángel Nieto y Fausto Gresini. El español fue el único que le pudo seguir el ritmo pero acabó por los suelos.
| Pos. | Piloto                 | Moto    | Tiempo    | Pts. |
| ---- | ---------------------- | ------- | --------- | ---- |
| 1    | Maurizio Vitali        | MBA     | 39:38.550 | 15   |
| 2    | Eugenio Lazzarini      | Garelli | +17.810   | 12   |
| 3    | Fausto Gresini         | Garelli | +26.320   | 10   |
| 4    | August Auinger         | MBA     | +34.150   | 8    |
| 5    | Ezio Gianola           | MBA     | +44.230   | 6    |
| 6    | Domenico Brigaglia     | MBA     | +1:01.590 | 5    |
| 7    | Luca Cadalora          | MBA     | +1:02.030 | 4    |
| 8    | Olivier Liégeois       | MBA     | +1:21.450 | 3    |
| 9    | Johnny Wickström       | MBA     | +1:24.250 | 2    |
| 10   | Lucio Pietroniro       | MBA     | +1:32.730 | 1    |
| 11   | Anton Straver          | MBA     | +1:32.740 |      |
| 12   | Jacky Hutteau          | MBA     | +1:33.380 |      |
| 13   | Willy Pérez            | MBA     | +1:58.870 |      |
| 14   | Neil Robinson          | MBA     | +2:03.710 |      |
| 15   | Håkan Olsson           | MBA     | +2:04.770 |      |
| 16   | Willi Hupperich        | Seel    | +2:05.550 |      |
| 17   | Giuseppe Ascareggi     | MBA     | +2:05.840 |      |
| 18   | Peter Sommer           | MBA     | +2:06.110 |      |
| 19   | Jacques Grandjean      | MBA     | +2:06.470 |      |
| 20   | Erich Klein            | MBA     | +2:06.990 |      |
| 21   | Janos Pintar           | MBA     | +1 Vuelta |      |
| 22   | Andrés Sánchez         | MBA     | +1 Vuelta |      |
| 23   | Jussi Hautaniemi       | MBA     | +1 Vuelta |      |
| 24   | Mike Leitner           | MBA     | +1 Vuelta |      |
| 25   | Beat Sidler            | MBA     | +1 Vuelta |      |
| 26   | Alojz Pavlič           | MBA     | +1 Vuelta |      |
| Ret  | Hans Müller            | MBA     | Ret       |      |
| Ret  | Jean-Claude Selini     | MBA     | Ret       |      |
| Ret  | Pierfrancesco Chili    | MBA     | Ret       |      |
| Ret  | Ángel Nieto            | Garelli | Ret       |      |
| Ret  | Stefano Caracchi       | MBA     | Ret       |      |
| Ret  | Gerhard Waibel         | MBA     | Ret       |      |
| Ret  | Bruno Kneubühler       | MBA     | Ret       |      |
| Ret  | Hubert Abold           | MBA     | Ret       |      |
| Ret  | Fabio Meozzi           | MBA     | Ret       |      |
| Ret  | Henk van Kessel        | MBA     | Ret       |      |
| DNS  | Thomas Møller-Pedersen | MBA     | DNS       |      |
| DNS  | Helmut Lichtenberg     | MBA     | DNS       |      |

## Resultados 80cc
En la pequeña cilindrada, victoria de la Seel del alemán Gerhard Waibel lo que supone la cuarta escudería que ha conseguido una victoria esta temporada. El español Jorge Martínez Aspar y el alemán Theo Timmer fueron segundo y tercer respectivamente.
| Pos. | Piloto               | Moto       | Tiempo    | Pts. |  |
| ---- | -------------------- | ---------- | --------- | ---- |  |
| 1    | Gerhard Waibel       | Real       | 32:32.790 | 15   |  |
| 2    | Jorge Martínez Aspar | Derbi      | +15.820   | 12   |  |
| 3    | Hubert Abold         | Zündapp    | +33.910   | 10   |  |
| 4    | Theo Timmer          | Casal      | +38.160   | 8    |  |
| 5    | Stefan Dörflinger    | Zündapp    | +43.810   | 6    |  |
| 6    | Pier Paolo Bianchi   | HuVo-Casal | +53.030   | 5    |  |
| 7    | Gerd Kafka           | Sachs      | +1:17.990 | 4    |  |
| 8    | Paul Rimmelzwaan     | Harmsen    | +1:26.690 | 3    |  |
| 9    | Willem Heykoop       | HuVo-Casal | +1:49.190 | 2    |  |
| 10   | Otto Machinek        | Kreidler   | +1:50.380 | 1    |  |
| 11   | Johann Auer          | Eberhardt  | +1:50.820 |      |  |
| 12   | Salvatore Milano     | Casal      | +2:09.910 |      |  |
| 13   | Bernd Rossbach       | Casal      | +2:10.870 |      |  |
| 14   | Ian McConnachie      | Arfryn     | +2:10.960 |      |  |
| 15   | Bruno Casanova       | Casal      | +2:19.290 |      |  |
| 16   | Rainer Kunz          | FKN        | +3:34.620 |      |  |
| 17   | Massimo Fargeri      | Casal      | +1 Vuelta |      |  |
| 18   | Giuliano Tabanelli   | BBFT       | +1 Vuelta |      |  |
| 19   | Jos van Dongen       | Sachs      | +1 Vuelta |      |  |
| 20   | Chris Baert          | Eberhardt  | +1 Vuelta |      |  |
| 21   | Steve Mason          | MBA        | +1 Vuelta |      |  |
| 22   | Günter Schirnhofer   | Honda      | +1 Vuelta |      |  |
| 23   | Reiner Koster        | Casal      | +1 Vuelta |      |  |
| Ret  | Hans Spaan           | Casal      | Ret       |      |  |
| Ret  | Hans-Jürgen Hummel   | Hummel     | Ret       |      |  |
| Ret  | Hans Müller          | Sachs      | Ret       |      |  |
| Ret  | Zdravko Matulja      | Ziegler    | Ret       |      |  |
| Ret  | Mario Stocco         | Lusuardi   | Ret       |      |  |
| Ret  | Hans Koopman         | Kreidler   | Ret       |      |  |
| Ret  | George Looijesteijn  | Casal      | Ret       |      |  |
| Ret  | Nicola Casadei       | Casal      | Ret       |      |  |
| Ret  | Reinhard Koberstein  | Seel       | Ret       |      |  |
| Ret  | Serge Julin          | Casal      | Ret       |      |  |
| Ret  | Massimo De Lorenzi   | RB         | Ret       |      |  |
| Ret  | Pasquale Buonfante   | Kreidler   | Ret       |      |  |
| Ret  | Thomas Engl          | Sachs      | Ret       |      |  |